# 414區
《414區》（英語：Zone 414）是一部2021年美國科幻驚悚電影，由Andrew Baird首次執導，布萊恩·愛德華·希爾編劇。主演是佳·皮雅斯、瑪蒂爾達·魯茨、喬納森·阿里斯和崔維斯·費米爾。
本片於2021年9月3日在美國上映。

## 劇情
本片設定在近未來，私家偵探David Carmichael被偏執商人Marlon Veidt雇用，要求David尋找Marlon的女兒。David與先進的人工智能聯手解決這件疑案。

## 演員
- 佳·皮雅斯 飾 David Carmichael
- 瑪蒂爾達·魯茨 飾 Jane
- 崔維斯·費米爾 飾 Marlon Veidt
- 喬納森·阿里斯（英语：Jonathan Aris） 飾 Joseph Veidt
- 約翰尼斯·赫伊屈爾·約翰森（英语：Jóhannes Haukur Jóhannesson） 飾 Mr. Russell
- 歐文·弗勒（英语：Olwen Fouéré） 飾 Royale
- 科林·薩爾蒙 飾 Hawthorne
- 安東尼婭·坎貝爾-休斯（英语：Antonia Campbell-Hughes） 飾 Jaden
- Jorin Cooke 飾 Hamilton
- Holly Demaine 飾 Melissa Veidt

## 製作
2019年8月28日，宣佈崔維斯·費米爾在電影中飾演主角。2020年1月21日，佳·皮雅斯和瑪蒂爾達·魯茨加入演員陣容，皮雅斯取代了費米爾成為主角，費米爾則飾演配角。
主要拍攝於2020年2月6日至2月29日之間，在北愛爾蘭取景。

## 外部連結
- 互联网电影数据库（IMDb）上《414區》的资料（英文）